# 워쇼 (침팬지)
워쇼(Washoe, 1965년 9월 ~ 2007년 10월 30일)는 서아프리카 태생의 암컷 침팬지이다. 인간 이외의 동물로서는 처음으로 미국 수화를 습득 한 것으로 알려져 있으며, 이름은 수화를 배운 곳인 네바다주 워쇼 군에서 유래한다. 1980년부터는 센트럴 워싱턴 대학교에서 사육되었다.

## 같이 보기
- 동물 인지
- 코코 (고릴라)
- 알렉스 (앵무새)